# Locustella
Locustella es un género de aves paseriformes perteneciente a la familia Locustellidae, que incluye a varias especies de pequeños pájaros de plumajes parduzcos, conocidos como buscarlas y zarzaleros, distribuidos por Eurasia y África.

## Taxonomía
El género contiene las siguientes especies:
- Zarzalero del Kinabalu – Locustella accentor (Sharpe, 1888);
- Zarzalero de Formosa – Locustella alishanensis (Rasmussen, Round, Dickinson y Rozendaal, 2000);
- Buscarla de Stepanyan – Locustella amnicola Stepanyan, 1972;
- Zarzalero castaño – Locustella castanea (Büttikofer, 1893);
- Zarzalero colilargo – Locustella caudata (Ogilvie-Grant, 1895);
- Buscarla de Pallas – Locustella certhiola (Pallas, 1811);
- Buscarla de Cheng – Locustella chengi (Alström et al., 1944);
- Zarzalero de David – Locustella davidi (La Touche, 1923);
- Buscarla de Gray – Locustella fasciolata (G. R. Gray, 1861);
- Buscarla fluvial – Locustella fluviatilis (Wolf, 1810);
- Buscarla de Dalat – Locustella idonea (Riley, 1940);
- Zarzalero de Cachemira – Locustella kashmirensis (Sushkin, 1925) ;
- Buscarla lanceolada – Locustella lanceolata (Temminck, 1840) ;
- Buscarla unicolor – Locustella luscinioides (Savi, 1824);
- Zarzalero pardo – Locustella luteoventris (Hodgson, 1845);
- Zarzalero piquilargo – Locustella major (W. E. Brooks, 1871);
- Zarzalero de Mandell – Locustella mandelli (W. E. Brooks, 1875);
- Zarzalero de Java – Locustella montis (Hartert, 1896);
- Buscarla pintoja – Locustella naevia (Boddaert, 1783);
- Buscarla de Middendorff – Locustella ochotensis (Middendorff, 1853);
- Buscarla de Pleske – Locustella pleskei Taczanowski, 1890;
- Yerbera japonesa – Locustella pryeri (Seebohm, 1884);
- Zarzalero de Seebohm – Locustella seebohmi (Ogilvie-Grant, 1895);
- Zarzalero de Taczanowski – Locustella tacsanowskia Swinhoe, 1871;
- Zarzalero moteado – Locustella thoracica (Blyth, 1845).